# Yanam (district)
Yanam is een district van het Indiase unieterritorium Puducherry. Het district telt 31.362 inwoners (2001) en heeft een oppervlakte van 30 km².
Behalve de hoofdplaats Yanam omvat het district nog een aantal kleinere plaatsen:
- Agraharam
- Darialatippa
- Farampeta
- Guerempeta
- Kanakalapeta
- Kurasampeta
- Mettakur

Puducherry · Karaikal · Mahé · Yanam